# Maleševska planina
Maleševska planina (bugarski: Малешевска планина, makedonski: Малешевска планина) rjeđe Maleš planina, je granična planina između Bugarske i Makedonije. Prostire se na istoku Makedonije, a na jugozapadu Bugarske. 

## Zemljopisno-geološke karakteristike
Maleševska planina je dio planinskog masiva Osogovo- Belasica, taj masiv u Bugarskoj zovu granične planine. Najviši vrh Maleševske planine je Iljov vrh (Džamo) s 1803 m., ostali vrhovi su Tri groba, Kresna, Pogledec, Moravski vrh.
Granica planine na istoku je rijeka Struma, sa zapada je to rijeka Bregalnica, na sjeveru granicu tvore Sušička i Lubiševska rijeka, a s juga je to rijeka Lebnica.
Vrhovi Maleševske planine nižu se uz granicu, veći dio planine pripada Bugarskoj. 